# Бедная сеньорита Лимантур
«Бедная сеньорита Лимантур» (исп. Pobre Señorita Limantour) — мексиканская 150-серийная мелодрама 1987 года производства Televisa. Телесериал был начат в 1983 году, однако из-за каких-то проблем съёмки были временно приостановлены и в 1987 году производство телесериала было завершено и уже 25 марта того же года состоялась премьера на ТВ.

## Сюжет
Рехина Лимантур — честная молодая женщина, которая живёт со своей тётей Бернардой и её сестрой Дорис. Её тётя Бернарда питает к Рехине совсем не родственные чувства, постоянно насмехается над ней и унижает её, при этом постоянно называет Бедной сеньоритой Лимантур, однако БОГ покарал Рехину за её характер — она внезапно скончалась. После смерти своей тёти Бернарды Рехина решила помогать тяжелобольным людям превзойти себя, так первой она помогла Пилар и те стали хорошими подругами и она посоветовала Рехине устроиться куда-то на работу и она выбрала больницу, чтобы продолжить помогать тяжелобольным людям. Там она познакомилась с Хулио Адрианом Монтесинос, будущим врачом, но коллектив не принял этого во внимание из-за прошлого Хулио, он был любвеобильным ловеласом. Грета Торребланка не хочет их любви и желает отбить Рехину от Хулио. Появился любовный треугольник, к нему присоединился ещё один начинающий врач Армандо, который также любит Рехину без памяти.
Дорис — родная дочь Бернарды, унаследовала жестокий характер от своей родной матери и решила разбить крепкую семью Аугусто и Соледад, став любовницей Аугусто, взамен этого она приказала ему оставить также и его родных детей — Дину и Пепито.

## Создатели телесериала

### В ролях
- Офелия Кано — Регина Лимантур
- Виктор Камара — Хулио Андриан Монтесинос
- Урсула Пратс — Грета Торребланка
- Роберто Бальестерос — Херман Лимантур
- Алисия Родригес — Соледад
- Сильвия Дербес — пасторша
- Аурора Молина — Пилар
- Патси — Дорис Лимантур
- Ана Луиса Пелуффо — Мариана Халкон вдова де Торребланка
- Мануэль Саваль — Армандо Переа
- Беатрис Шеридан — Бернарда Лимантур
- Хульета Эгуррола — Антониета Альтамар Барраган вдова де Кастильо/Флора Альтамар Барраган
- Талия — Дина
- Фабиола Эленка Тапия — Кларита
- Хуан Пелаэс — Аугусто
- Рафаэль Рохас — Альфонсо
- Нерина Феррер — Сестра Анхелина
- Кристофер Лаго — Пепито
- Рауль Мерас — Раймундо
- Ребека Манкита — Кэти
- Марсела Паэс — Лус Мария
- Кармен Амескуа
- Росалинда Эспанья
- Ана Берта Эспин
- Ирма Торрес
- Берта Сервера
- Надия Харо Олива
- Кета Лават
- Америка Габриэль
- Ана Мария Агирре
- Рикардо Вера
- Лусия Карраско
- Эдуардо Диас Рейна
- Лорена Риверо
- Артуро Гисар
- Маргарита Оропеса
- Патрисия Арредондо
- Бенхамин Ислас
- Габриэла Кано
- Хорхе Поса
- Мече Барба
- Артуро Бонавидес
- Омар Фьерро
- Барбара Хиль
- Франко Иглесиас
- Густаво Рохо

## Награды и премии

### TVyNovelas(0 из 1)
| Номинация       | Персона      | Итоги премии |
| --------------- | ------------ | ------------ |
| Лучшая злодейка | Урсула Пратс | проигрыш     |